# Psilonyx
Psilonyx is een vliegengeslacht uit de familie van de roofvliegen (Asilidae).

## Soorten
- P. annulatus (Say, 1823)
- P. annuliventris Hsia, 1949
- P. arawak Farr, 1963
- P. flavican Shi, 1993
- P. histrio (Wiedemann, 1828)
- P. hsiai Shi, 1993
- P. humeralis Hsia, 1949
- P. macropygialis (Williston, 1901)
- P. magnicauda (Curran, 1934)
- P. minimensis (Matsumura, 1916)
- P. nigricoxa Hsia, 1949
- P. venustus (Bromley, 1929)
- P. zephyrus Scarbrough & Page in Scarbrough & Perez-Gelabert & Page, 2005